# Габриел Паулища
Габриел Армандо де Абреу  (роден на 26 ноември 1990 в Сао Пауло), по-известен като Габриел Паулища или само Габриел  е бразилски футболист, играе като централен защитник и се състезава за турския Бешикташ.

## Клубна кариера

### Витория
Роден в Сао Пауло, Габриел влиза в академията на Витория след неуспешни пробни периоди в Гремио Баруери и Сантош. Дебютът си за първия тим прави на 7 март 2010 година при победата с 3-1 над Камакари в мач от Кампеонато Баяно. Дебюта си в Серия А прави на 15 май 2010 година, заменяйки Вилсон при домакинското равенство срещу Фламенго.
През август 2010 година Габриел взима участие и в двата мача от финала за Купата на Бразилия срещу Сантош, но играе на поста десен бек. Пробива в първия отбор през 2011 година, а през 2010 става несменяем титуляр, помагайки на Витория да се завърне обратно в елита на Бразилия.
На 6 септември 2012 година Габриел подписва нов договор до 2016 година. Избран е за най-добър защитник на Кампеонато Баяно за 2013 година, а Витория печели трофея.

### Виляреал
На 15 август 2013 година Габриел преминава в испанския Виляреал, подписвайки договор за пет сезона. Дебютира за клуба на 10 ноември 2013 година при равенството 1-1 с Атлетико Мадрид.
През първия сезон взима участие в общо 18 мача от Примера дивисион, а Виляреал печели място в европейските клубни турнири за следващия сезон. Дебюта си в Лига Европа прави на 21 август 2014 година, а отбора му печели с 3-0 като гост срещу ФК Астана.
След контузията на Матео Мусакио, Габриел се превръща в титулярен централен защитник, формирайки силно партньорство с Виктор Руис. Виляреал допуска 17 гола в 19-те мача, в които Паулища взима участие.

### Арсенал
На 26 януари 2015 година на Габриел е издадена работна виза за Англия и той подписва с английския Арсенал. Два дни по-късно трансфера е официално обявен, а Джоел Кембъл отива във Виляреал под наем.
Габриел дебютира за Арсенал на 15 февруари 2015 година в мач от петия кръг на ФА Къп срещу Мидълзбро. Дебюта си във Висшата лига прави шест дни по-късно, заменяйки Алексис Санчес при победата с 2-1 като гост над Кристъл Палас.
Първия мач като титуляр в елита на Англия прави на 1 март 2015 година, а Арсенал побеждава с 2-0 Евъртън, в който Габриел прави перфектен шпагат, изчиствайки топката от краката на Ромелу Лукаку, предотвратявайки чист гол за съперника и организира контра атака. На 30 май е неизползвана резерва във финала за ФА Къп срещу Астън Вила на Уембли. Арсенал печели мача с 4-0 и печели трофея.

## Национален отбор
На 20 март 2015 година Габриел получава първата си повиквателна за Бразилския национален отбор, заменяйки Давид Луис в групата за мачовете с Чили и Франция. Не взима участие в нито един от двата мача.

## Успехи

### Клубни

#### Витория
- Кампеонато Баяно: 2010, 2013
- Копа до Нороесте: 2013

#### Арсенал
- ФА Къп: 2015

### Индивидуални
- Най-добър защитник на Кампеонато Баяно: 2012, 2013